# Historia de Chile (1891-1973)
Historia de Chile (1891 – 1973), libro escrito por el historiador chileno Gonzalo Vial, que pretende comprender el periodo de la historia de Chile entre 1891 y 1973. 
El libro está claramente inspirado como continuación a la Historia de Chile de Francisco Antonio Encina, que llegó hasta 1891. Su plan de trabajo es narrar la historia ocurrida entre los suicidios de los presidentes Balmaceda y Allende, desde una óptica historiográfica conservadora (el autor es discípulo de Jaime Eyzaguirre), para señalar las causas del fracaso de la democracia chilena, que condujo al golpe de Estado de 1973; según las intenciones que el propio autor deja ver en el prólogo.
Pero a diferencia de las historias generales anteriores, su primer volumen no trata de política, sino de la sociedad chilena en general, a finales del siglo XIX e inicios del XX, englobando la cultura y economía. En los volúmenes siguientes retoma la tradicional senda de la narración política por sobre las demás aristas.
Una de las críticas a su libro está dada por el término despectivo con el que califica a la clase media: "mediocracia", común en los primeros volúmenes; que luego cambia por el de "mesocracia" en los siguientes.
Inició la publicación del tomo I en 1981, y actualmente llega hasta el volumen V editado en el 2001 por la editorial Zig-Zag, y que llega hasta el año 1938.

## Volúmenes publicados
- Historia de Chile (1891-1973):
  - La sociedad chilena en el cambio de siglo
  - Triunfo y decadencia de la oligarquía
  - Arturo Alessandri y los golpes militares
  - La dictadura de Ibáñez
  - De la república socialista al frente popular

- Datos: Q5899000